# Henri de Montfort
Pour les articles homonymes, voir Montfort.
Œuvres principales
- Les idées de Condorcet sur le suffrage
- Les nouveaux États de la Baltique
- Le Massacre de Katyn: crime russe ou crime allemand ?

Compléments
Officier de la Légion d'honneur
Henri de Montfort, né le 19 janvier 1889 à La Flèche et mort le 30 décembre 1965 à Saint-Raphaël, est un journaliste, historien, écrivain, résistant et patron de presse français.

## Historien des pays de la Baltique
Henri Marie Archambault de Montfort est né le 19 janvier 1889 à La Flèche (Sarthe). Il soutient à l’université de Poitiers en 1915 une thèse de science politique sur Condorcet et ses idées sur le suffrage puis devient secrétaire de rédaction des comptes rendus de l'Académie des sciences morales et politiques.
Il est directeur du secrétariat particulier d'Alexandre Ribot (1842-1923), président du conseil et ministre des affaires étrangères (mars-septembre 1917).
Il épouse en 1919 Annie Deguirmendjian-Shah-Vekil avec laquelle il publiera plusieurs livres. Ils auront quatre enfants : Claude, Marc, Anne-Marie et François. Spécialiste des questions de l'Est européen, Henri de Montfort est professeur à l'Institut des hautes études internationales et au Centre d'études polonaises de Paris.
De 1923 à 1932, Henri de Montfort, est envoyé spécial du quotidien Le Temps en Pologne et dans les pays baltes. Il publie de nombreux ouvrages sur la situation politique et l’histoire des pays baltes, de la Pologne ou de la Finlande.
Dans ses ouvrages et dans les conférences qu’il réalise, Henri de Montfort s’attache à présenter l’apport des peuples baltes, souligne l’influence française dans ces pays et met en garde contre la menace allemande. En conclusion d’un de ses livres, l’avocat Charles Dupuis, vice-directeur de l’École libre des sciences politiques, résume sa pensée de la façon suivante : « Il est évident que réduire les armements des Puissances pacifiques alors qu’une Puissance belliqueuse ne masque pas ses projets et réclame l’égalité des armements qui aboutirait à la suprématie de la force militaire de l’Allemagne, ce n’est pas le moyen d’assurer la paix, c’est le moyen de la compromettre. Il ne faut pas laisser, à Genève, les disciples de Machiavel exploiter les illusions de Wilson ».

## Écrivain populaire
Outre les publications liées à son travail scientifique ou ses articles, Henri de Montfort signe plusieurs ouvrages avec le romancier Paul de Garros (1867-1923), qui sont pour la plupart publiés après la disparition de Paul de Garros, en collaboration avec son épouse, Suzanne de Garros.
Il s’agit de littérature, cultivant un genre sentimental publiée dans des collections populaires à petit prix comme Le Livre de Poche des éditions Jules Tallandier. Quatre livres portent cette double signature : L’Inexplicable Crime, 1921 ; Le Fils de Don Quichotte, 1924 ; Douloureuses fiançailles, 1925 ; Reine des errants, 1933.

## Animateur d’un réseau de Résistance
Devenu directeur des services de l’Institut de France, Henri de Montfort crée sous l’Occupation, La France continue un journal clandestin de la Résistance. Le journal s’organise autour d’Henri et Annie de Montfort.
Treize numéros de La France continue paraissent entre le 10 juin 1941 et février 1942. Il accueille notamment des contributions de Raymond Burgard, Émile Coornaert, Suzanne Feingold, Marietta Martin et Paul Petit qui en a été l’inspirateur. Le ton de ce journal est très littéraire et parfois rude. Il porte alors sans ménagement des coups virulents à Pétain.
Le réseau est démantelé en février 1942, avec l’arrestation de plusieurs de ses membres comme Raymond Burgard, Marietta Martin et Paul Petit.
Henri de Montfort continue à agir dans la clandestinité. Annie de Montfort est arrêtée pour faits de Résistance en 1943 et meurt en camp de concentration.

## Patron de presse
Henri de Montfort et Suzanne Feingold font paraître Ici Paris, dans la continuité de La France continue le 13 juin 1945. Le nom de la nouvelle publication a été choisi en référence au message d’ouverture de Radio Londres, station de la France libre basée en Angleterre : « Ici Londres, les Français parlent aux Français ».
Le professeur René Cassin est associé à la fondation de la nouvelle revue dont il est président. En guise de maxime, Henri de Montfort choisit une phrase de Georges Clemenceau : « Dans la paix comme dans la guerre, le dernier mot appartient à ceux qui ne se rendent jamais... ». Dès 1946, Ici Paris devient un journal populaire, sans contenu politique.
Henri de Montfort épouse Suzanne Feingold, ancienne secrétaire de l'Alliance israélite universelle. Il est secrétaire général de l’Académie internationale de science politique et d’histoire constitutionnelle, dont le siège est à l’université de la Sorbonne à Paris dans les années 1950. Il poursuit ses travaux d’historien, travaillant notamment sur la Pologne.
Son dernier livre, paru en 1966, est consacré au Massacre de Katyń, perpétré par le NKVD contre les officiers polonais pendant la Seconde Guerre mondiale.
Henri de Montfort meurt le 30 décembre 1965.
Il est officier de la Légion d’honneur et officier de la Polonia Restituta.

## Publications

### Ouvrages
- Les Idées de Condorcet sur le suffrage, Société française d’imprimerie et de librairie, Poitiers, 1915 (réédition Slatkine, Genève, 1970)
- L’Aspect européen de l’expérience baltique (1918-1930), Gebethner et Wolff, Paris, 1930
- Les Nouveaux États de la Baltique, Éditions A. Pedone, Paris, 1933
- L’Évolution du polonisme en Prusse-Orientale, Gebethner et Wolff, Paris, 1933
- « Le Droit constitutionnel des nouveaux États de la Baltique orientale », Annales de l'Institut de droit comparé de l'université de Paris, 1934
- Dantzig, port de Pologne : dans le passé et dans le présent, Bibliothèque internationale et diplomatique, Centre d'études polonaises de Paris, Bibliothèque polonaise, Éditions A. Pedone, Paris, 1939
- Terres de liberté : Finlande, Albin Michel, Paris, 1940
- Le drame de la Pologne, Kościuszko, 1746-1817, La Colombe, Éditions du Vieux Colombier, 1945
- La Prusse au temps des Prussiens, La Colombe, Éditions du Vieux-Colombier, 1946
- La Pologne, La Renaissance du livre, 1946
- Le Massacre de Katyn : crime russe ou crime allemand ?, éd. La Table Ronde, Paris, 1966 (réédition Presses de la Cité, 1969)

### Ouvrages en collaboration
- Paul de Garros et Henri de Montfort : L’Inexplicable Crime, 1921
- Paul de Garros et Henri de Montfort : Le Fils de Don Quichotte, coll. Les Romans populaires, J. Ferenczi éd., Paris, 1924
- Paul de Garros et Henri de Montfort : Douloureuses fiançailles, Jules Tallandier, Paris, 1925
- Henri de Montfort et Adam Piasecki : La France et la Pologne après Locarno, Amis de la Pologne, Paris, 1926
- Le Peuple de Finlande contre le communisme, Mercure de France, Paris, 1930
- Paul de Garros et Henri de Montfort : Reine des errants, Société d’éditions et de publications, 1933
- Annie et Henri de Montfort : Pologne, Hachette, coll. « Les Guides Bleus », Paris, 1939
- Robert d'Harcourt, Henri de Montfort : Frontière polono-allemande, Paris, Vieux Colombier, 1946

### Articles et contributions
- Recueil d'articles. 1, 1914-1923
- La Pologne et la Baltique, conférence faites à la Bibliothèque polonaise de Paris, Gebethner et Wolff, Paris, 1931
- « Le folklore de la Haute Silésie polonaise », in La Silésie polonaise, ouvrage collectif, Gebethner et Wolff, Paris, 1932
- A Voyage along the Southern Coast of the Baltic in the Eighteenth Century, The Baltic Institute
- La Pologne et la Prusse orientale : conférences faites à la Bibliothèque polonaise de Paris par MM. Jacques Ancel, Édouard Driault, Henri de Montfort, Bibliothèque polonaise de Paris, Gebethner et Wolff, 1933
- The Influence of French revolutionary ideas in contemporary Estonia, Livonia and Courland, The Baltic Institute, 1935
- J.-R. Miedan : Comment on fait un État. Lettonie 1938, avant-propos de H. de Montfort, Corréa, 1938
- La Finlande, charnière entre les Scandinaves et les Baltes (8 février 1939 - 18 mars 1939), Centre européen de la Dotation Carnegie, 1939
- Les Marches occidentales de la Pologne, conférences données en 1945 à la Bibliothèque polonaise de Paris, Bibliothèque polonaise, 1946

## Distinctions

### Décorations
- Officier de la Légion d'honneur (décret du 5 avril 1948 pour prendre rang du 25 décembre 1945) ; chevalier du 25 juillet 1935[12]
- Médaille de la Résistance française (décret du 14 juin 1946)[13]
- Officier de l'Instruction publique[12]
- Chevalier de l'ordre du Mérite agricole[12]
- Officier de l'ordre Polonia Restitua (Pologne)[12]
- Chevalier de l'ordre de la Rose blanche (Finlande)[12]
- Chevalier de l'ordre de la Croix de l'Aigle (Estonie)[12]

### Récompenses
- 1926 : Prix Montyon de l’Académie française pour Douloureuses fiançailles
- 1933 : Prix d’Académie de l’Académie française pour Les nouveaux États de la Baltique
- 1940 : Prix Alfred-Née de l’Académie française
- 1946 : Prix Louis Barthou de l’Académie française pour Kosciuszko

## Pour approfondir